# Neuborn (Wörrstadt)

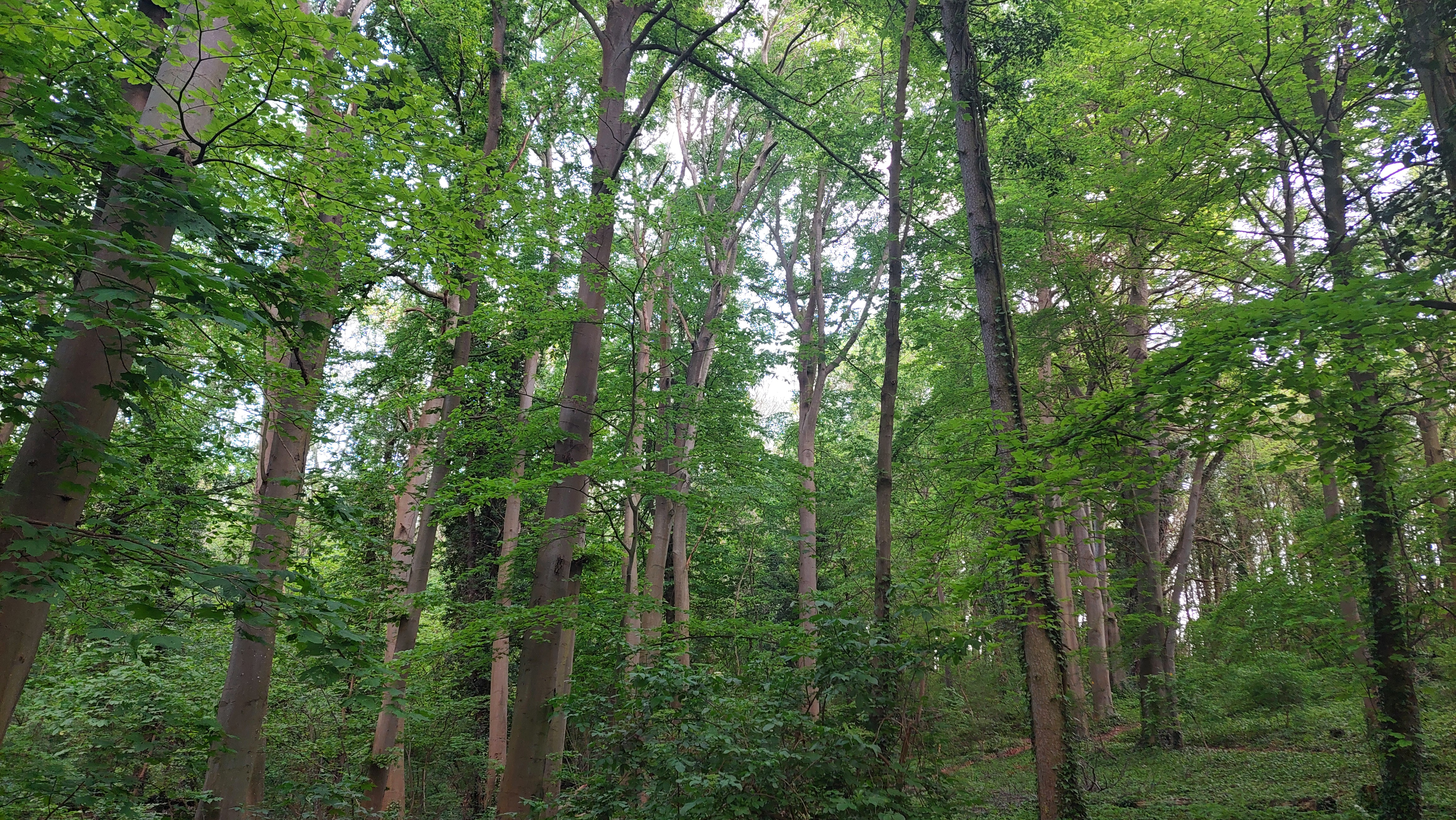
Der Neuborn

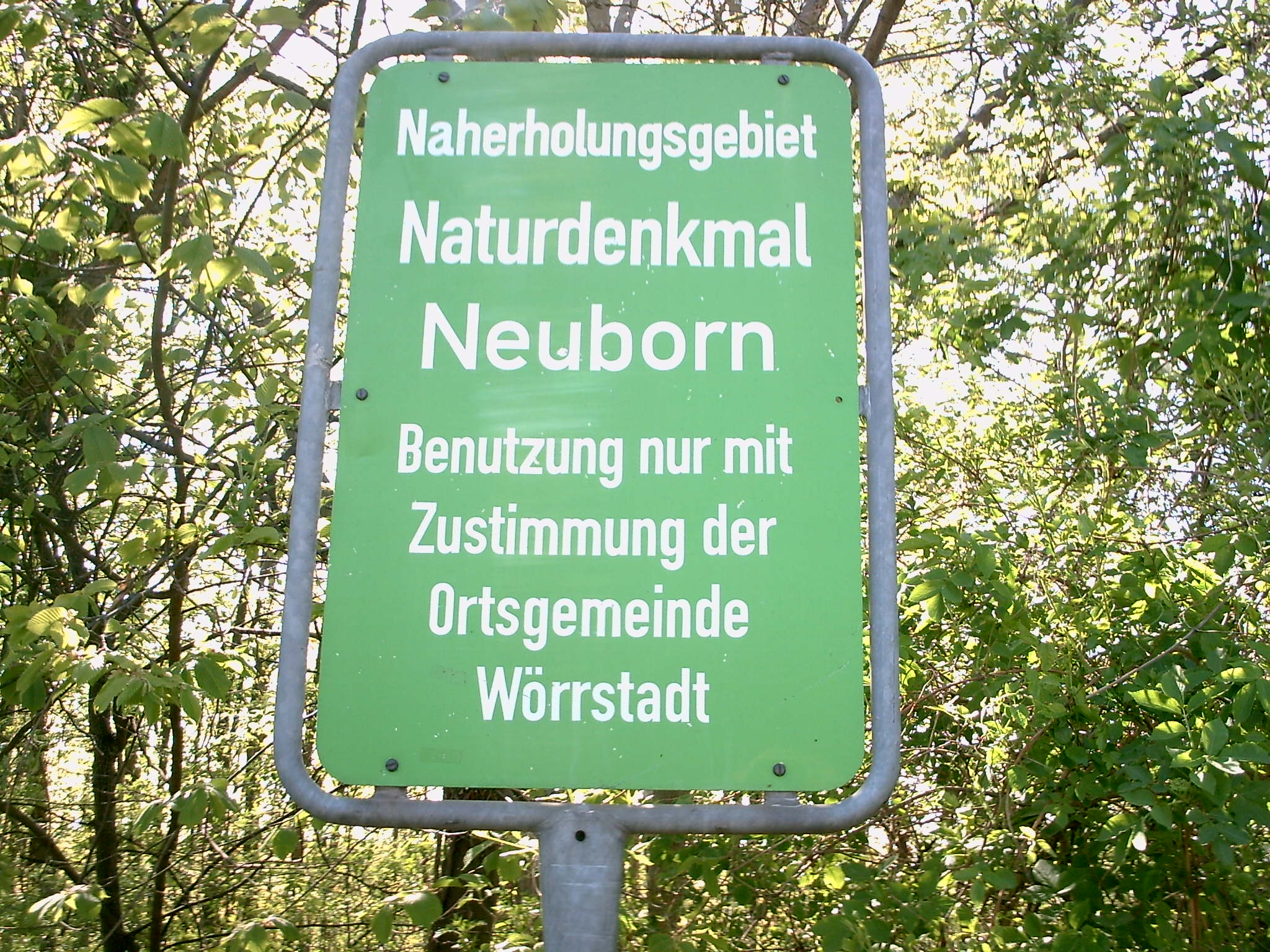
Das Schild am Waldrand

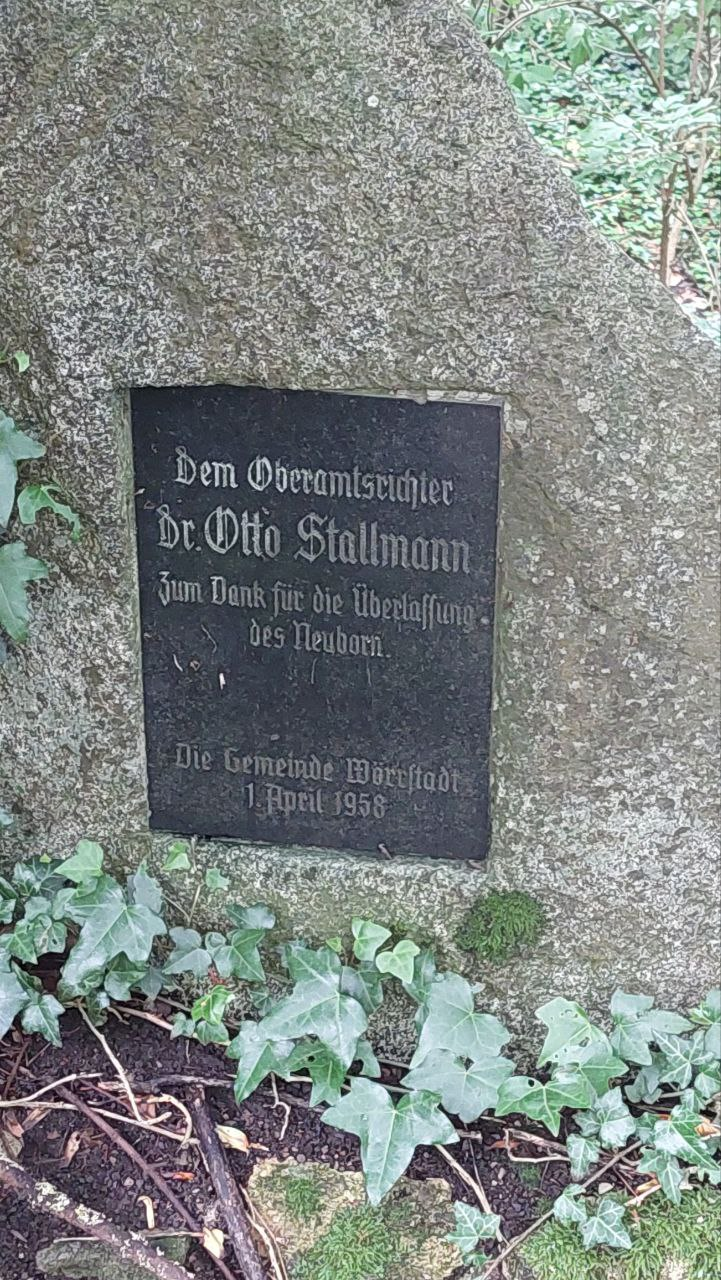
Der Gedenkstein

Der Neuborn ist ein Wald- und Naherholungsgebiet in der Gemarkung von Wörrstadt in Rheinland-Pfalz. Der Wald ist ein Körperschaftswald, auch Gemeindewald genannt, und zudem ein Wasserschutzgebiet.

## Lage
Der Neuborn liegt zwischen Wörrstadt und dem Stadtteil Rommersheim. An einigen Stellen hat man Aussicht auf den Wißberg (hier mit einer „Wißbergblick“ genannten Sitzbank), den Donnersberg und den Großen Feldberg. Der Neubornwald ist ein beliebtes Ausflugsziel und Naherholungsgebiet mit Springbrunnen, einem Biergarten und einer überdachten Tanzhalle. Der gesamte Park ist autofrei. In der nahen Umgebung findet man das Neubornbad, ein Freibad mit Rutsche, sowie ein Sportgelände. Dieses Sportzentrum am Neuborn wird auch von den ortsansässigen Sportvereinen genutzt und beherbergt zudem ein Restaurant.

## Geschichte
Der Neuborn war früher ein Privatwald, wurde aber vom Besitzer, dem Oberamtsrichter Dr. Otto Stallmann XXVI (1868–1922), der Gemeinde Wörrstadt überlassen. So wurde der Privatwald zu einem Gemeindewald. Am 1. April 1958 wurde von der Gemeinde Wörrstadt im Neuborn ein Gedenkstein für die Überlassung aufgestellt. Um 1949 wurde eine Restauration im Neuborn durchgeführt.

## Landschaft und Angebote

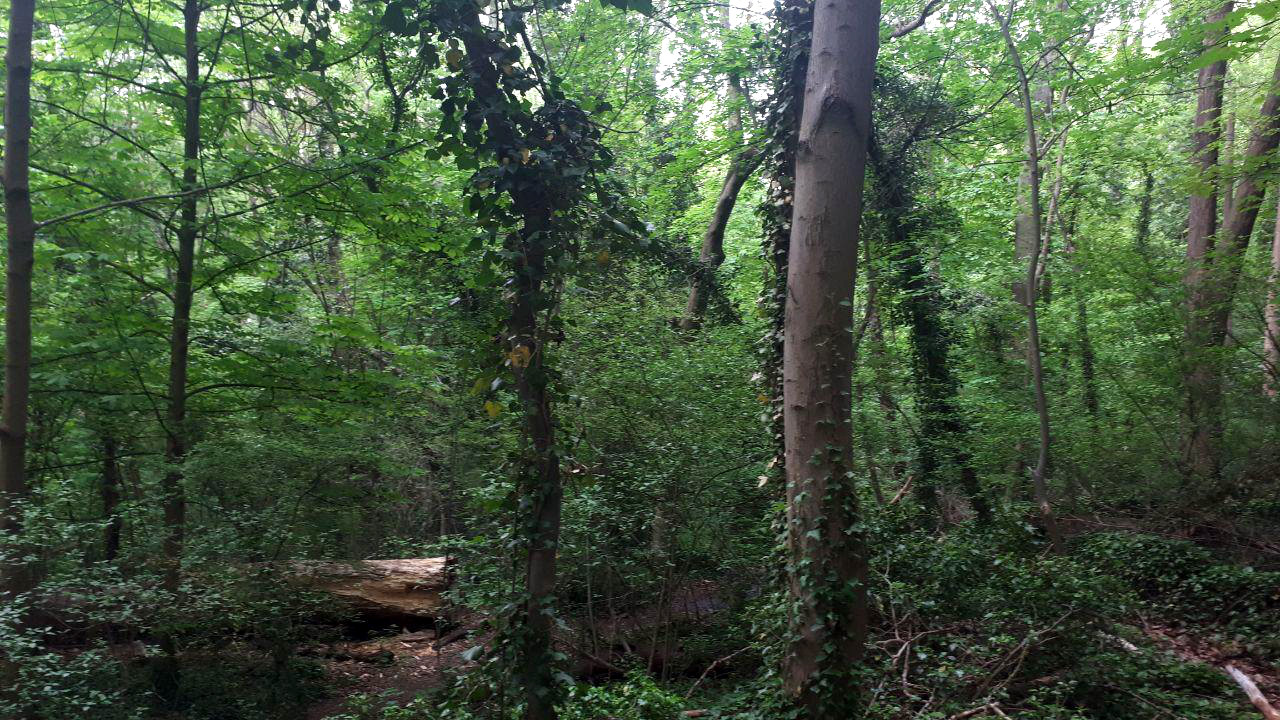
Schattigerer Teil des Waldes

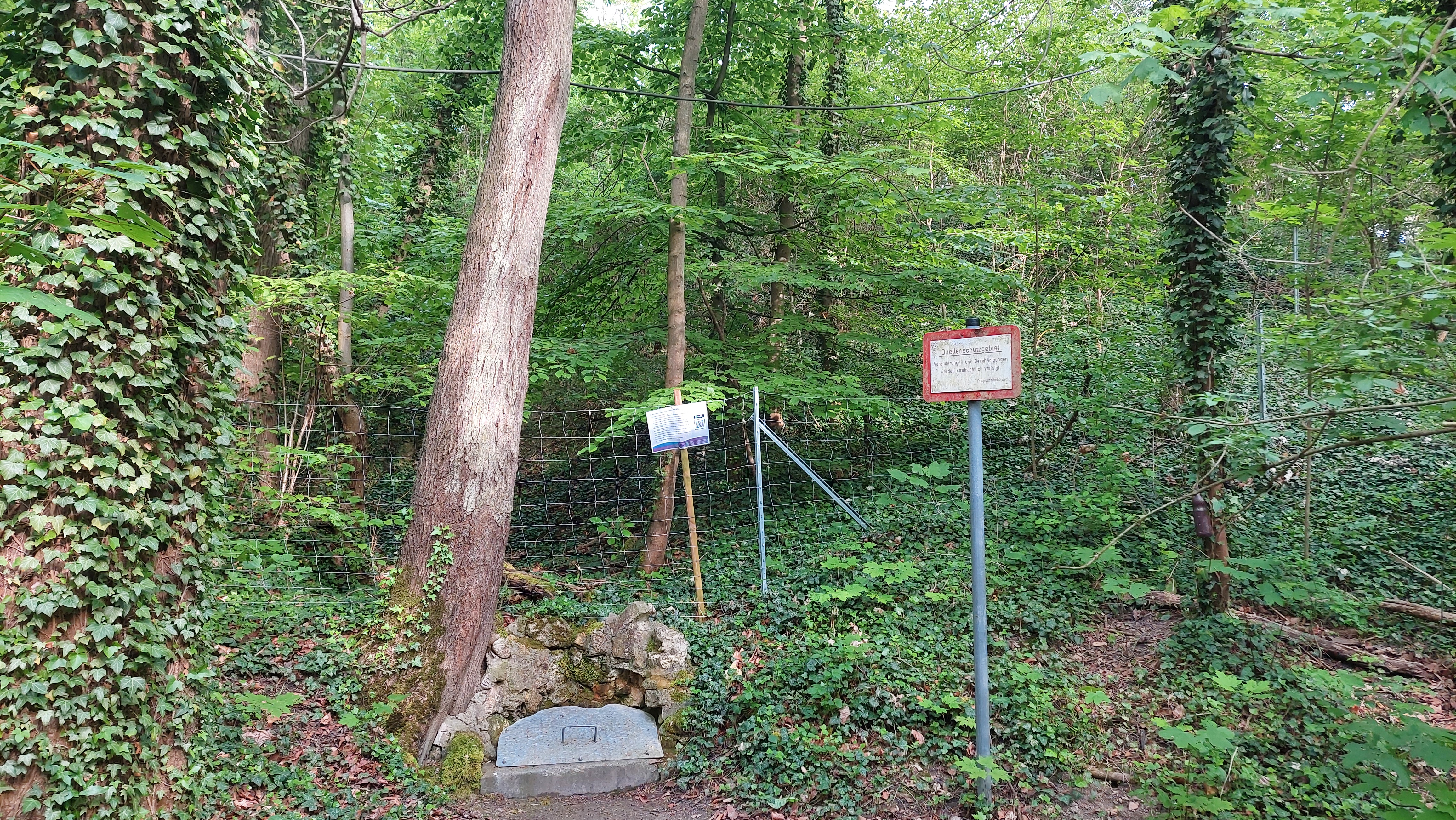
Quelle des Neuborner Bachs

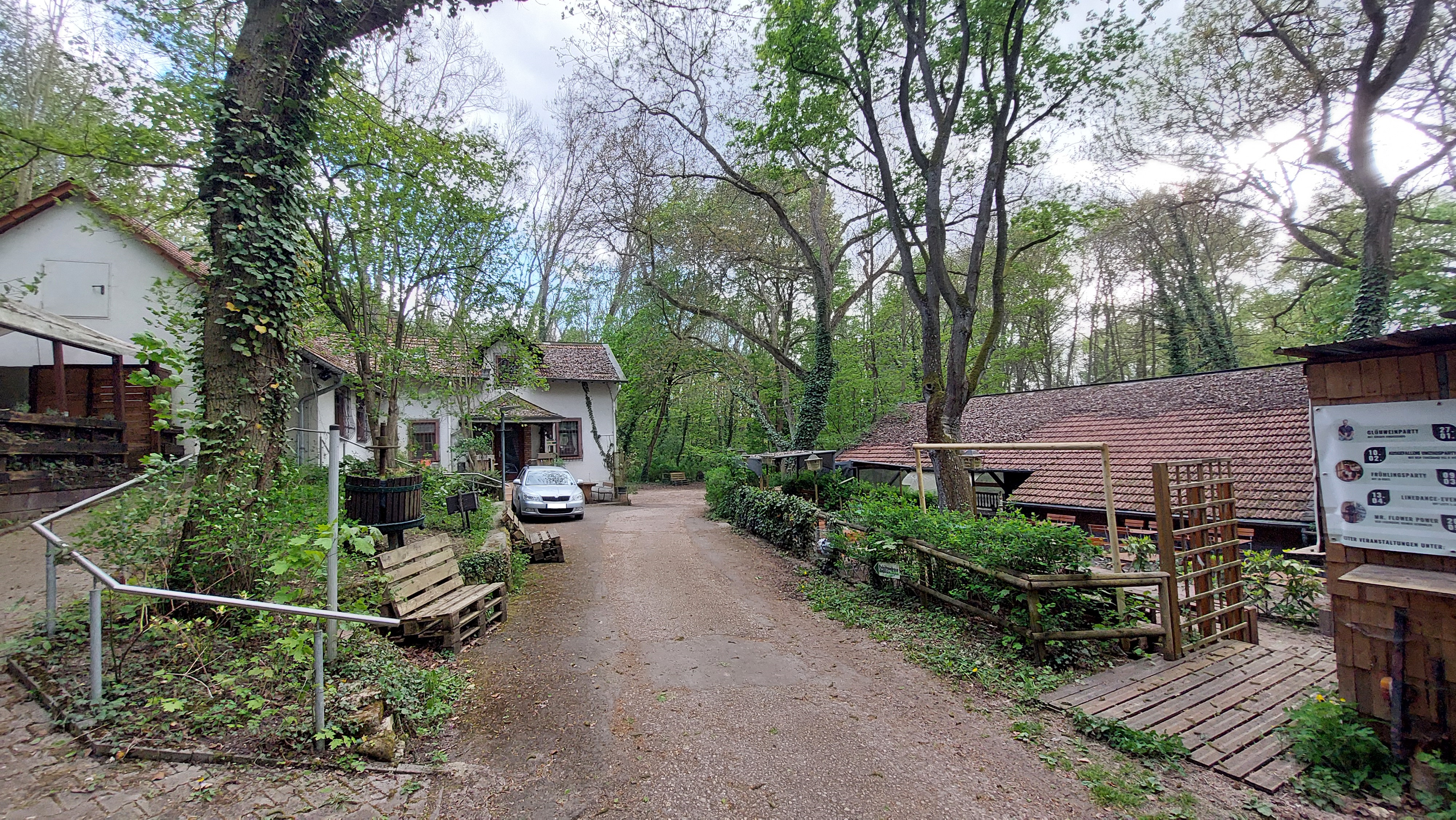
Waldgaststätte (links) und Tanzhalle (rechts)

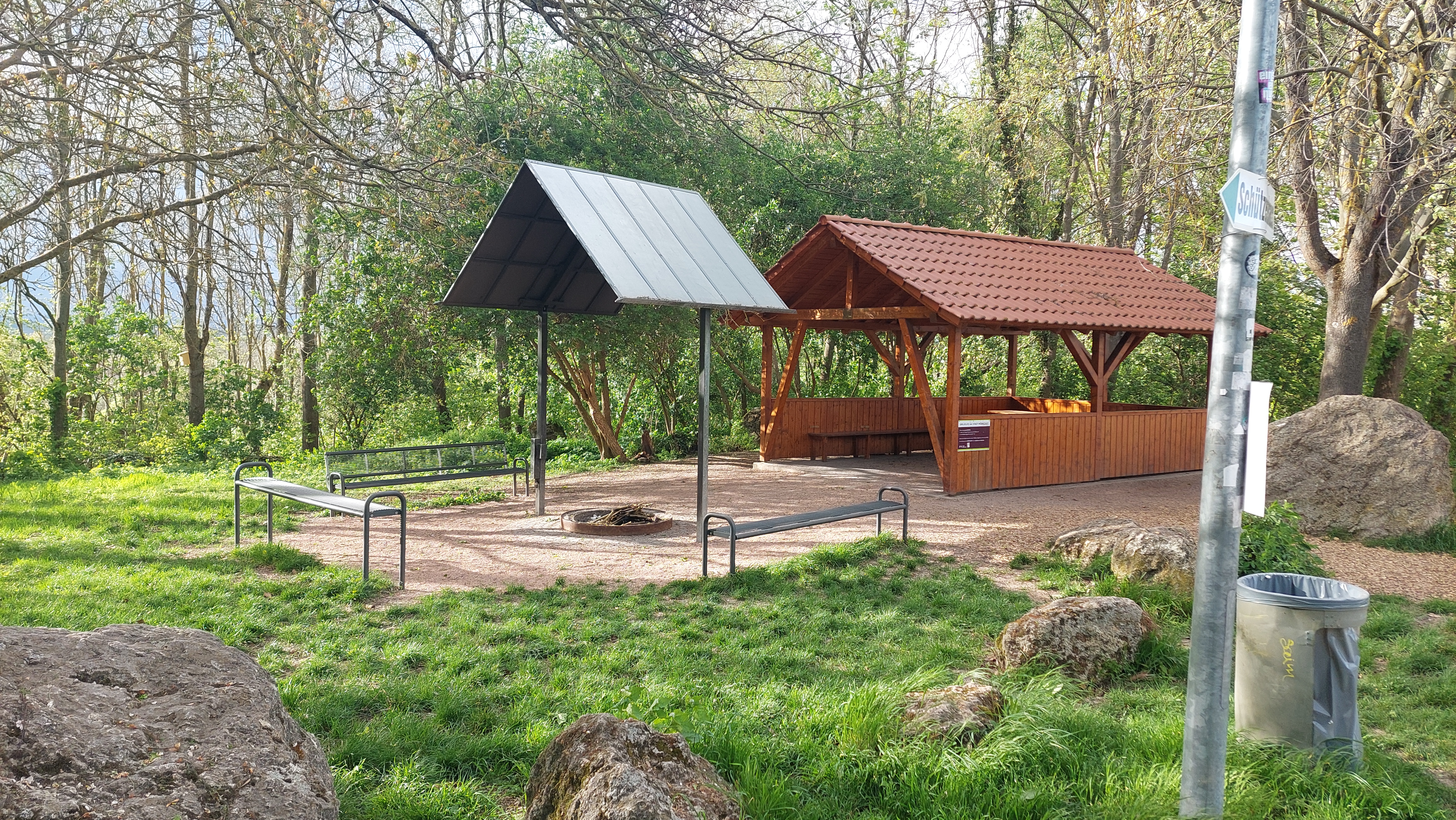
Grillplatz am Neuborn

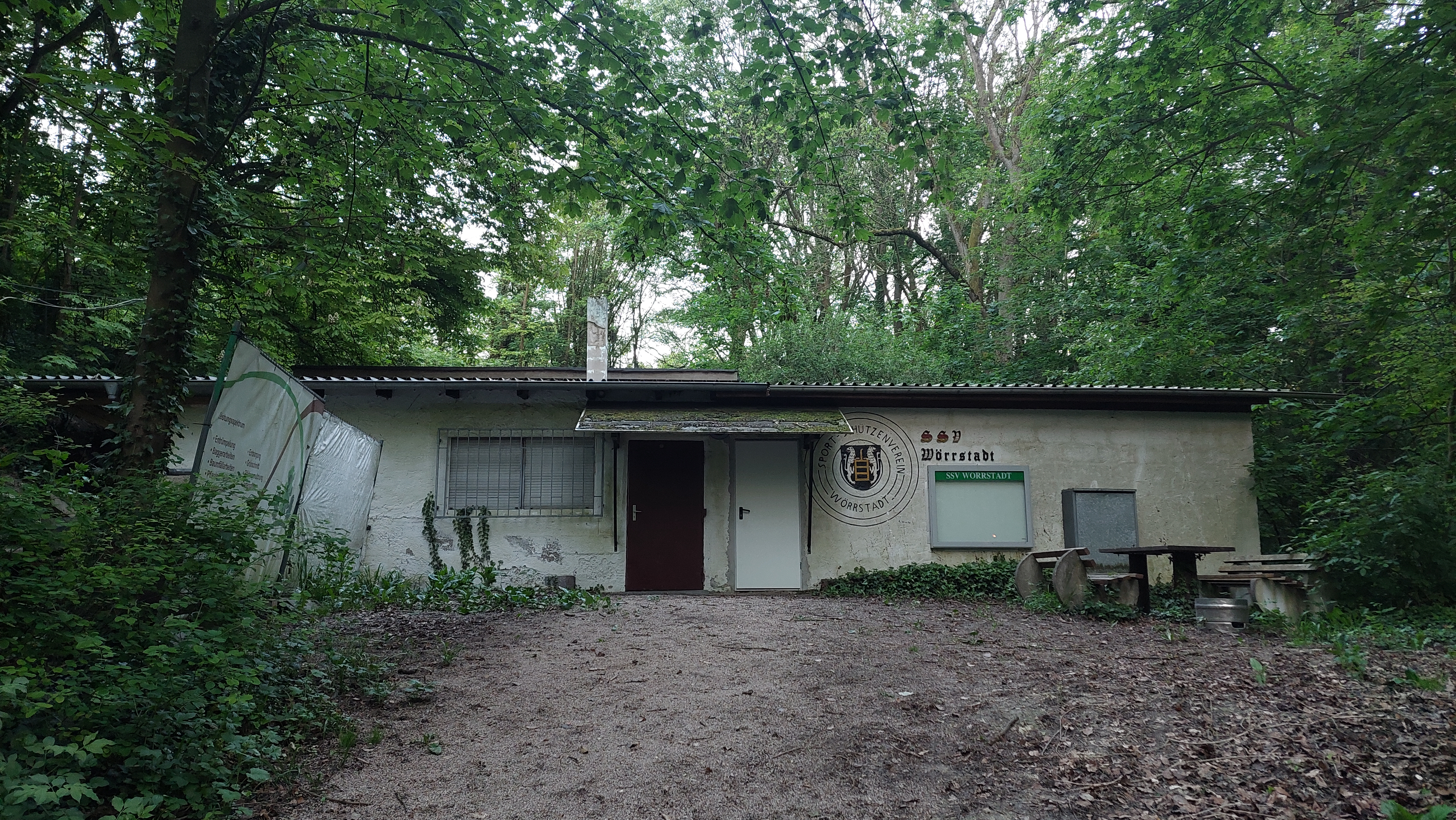
Das Schützenhaus

### Wald
Der größte Teil des Waldes ist mit Efeu überwuchert, der sich auch an den Bäumen hochrankt. Es gibt viel Gebüsch, aber dieses steht nicht dicht, und viele alte und morsche Bäume, die jedoch in den letzten Jahren teilweise gefällt wurden, damit keine Spazierenden gefährdet werden. Das Totholz wird zum größten Teil aus Naturschutzgründen liegen gelassen. Es fließen zahlreiche kleine Bäche durch den Neuborn. Mittlerweile gilt der Wald als sehr beliebtes Ausflugsziel bei Jung und Alt und umfasst ungefähr 10,5 Hektar Fläche. Seit etwa den 70er-Jahren wurden regelmäßig Aufforstungen getätigt, zuletzt 1996 in einem Umfang von 3 ha.

### Wasser
Im Neuborn gibt es zahlreiche Quellen. So entspringt hier zum Beispiel der Neuborner Bach. Das gesamte Waldgebiet ist ein Wasserschutzgebiet. Der Springbrunnen mit seinen Kaskaden, zugleich auch eine Quelle, war 2006–2009 häufig defekt, wurde jedoch im Jahr 2010 repariert und speist jetzt wieder den größten Nebenbach des Neuborner Baches. Der Teich, der von der Quelle gespeist wird und den Grasfröschen einen Laichplatz bot, litt ebenfalls unter den Defekten der Quelle. 2010 wurde er dank einer Spende des Bauhofes mit einigen Wasserpflanzen, wie der Sumpfdotterblume bereichert, ein paar Jahre später jedoch von Unbekannten zerstört und nicht wieder hergerichtet. Die mindestens 4 Quellen speisen Bäche, die sich teilweise aufspalten, aber alle innerhalb des Waldes wieder zusammenfließen. Dieser Neuborner Bach fließt schließlich aus dem Waldgebiet hinaus, durch das Freibad und weiter Richtung Rommersheim, wo er zunächst an alten Mühlen vorbeifließt und sich schließlich mit dem Rommersheimer Bach vereinigt. Der Neuborn ist ein Wasserschutzgebiet.

### Waldgaststätte mit Tanzhalle
Schon lange steht die Waldgaststätte Neuborn mit ihrer Tanzhalle im Wald. Sie war bereits im frühen 20. Jahrhundert ein beliebter Anlaufpunkt der regionalen Bevölkerung, doch aufgrund mangelnder Besucher stand sie zu Beginn des 21. Jahrhunderts lange Zeit leer. Seit 2009 wurde der Betrieb wieder aufgenommen und heutzutage finden wieder regelmäßig verschiedene Veranstaltungen statt.

### Sport
Neben einem alten Rasenplatz mit ehemals zwei Toren gibt es die Sportanlagen Neuborn mitsamt Restaurant.
Auf dieser Sportanlage, die nicht öffentlich ist, werden auch Fußballspiele ausgetragen. Außerdem ist das Neubornbad, ein Freibad, in der Nähe. Auch ein Schützenhaus steht im Wald. Das Gelände von diesem ist mit Stacheldrahtzäunen abgesichert, um Sicherheit zu gewährleisten.

### Grillen
Am Neuborn gibt es einen großen Grillplatz mit Grillhütte, den man bei der Gemeinde mieten kann.

### NOAF
Jedes Jahr seit 2005 findet im Hochsommer das Neuborn Open Air Festival auf dem Alten Sportplatz statt. Dabei wuchs die Besucherzahl jährlich von 500 Besuchern 2005 auf 3500 Besucher 2016. Jedes Jahr sind zahlreiche Bands vertreten, überwiegend aus dem Genre Metal. Dieses Event ist weit über die Grenzen der Verbandsgemeinde Wörrstadt bekannt und die größte jährliche Veranstaltung Wörrstadts.

### Schießstand
Hier fand früher jährlich an Ostern ein Ostereierschießen statt. Den Rest des Jahres über steht es den Sportschützen des SSV Wörrstadt zur Verfügung und wird regelmäßig genutzt. Im Jahre 2020 wurden umfangreiche Renovierungsarbeiten des Vereinshauses und der Schießsportanlage von den Mitgliedern durchgeführt.

### Hochzeits- und Jubiläumswald
Neben dem Neuborn befindet sich auch der Hochzeits- und Jubiläumswald der Stadt Wörrstadt.

## Flora

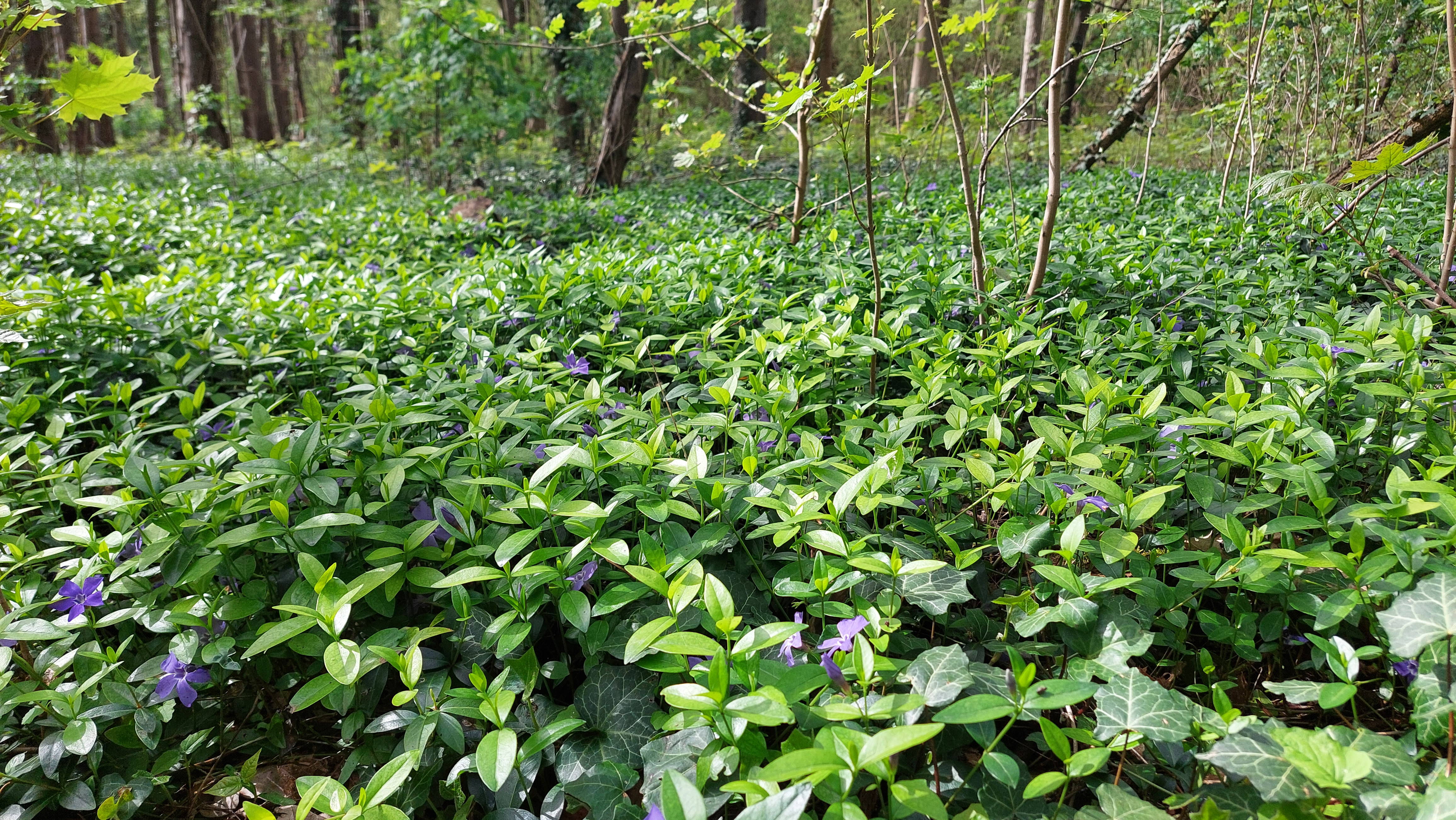
Immergrün und Efeu im Unterwuchs des Waldes

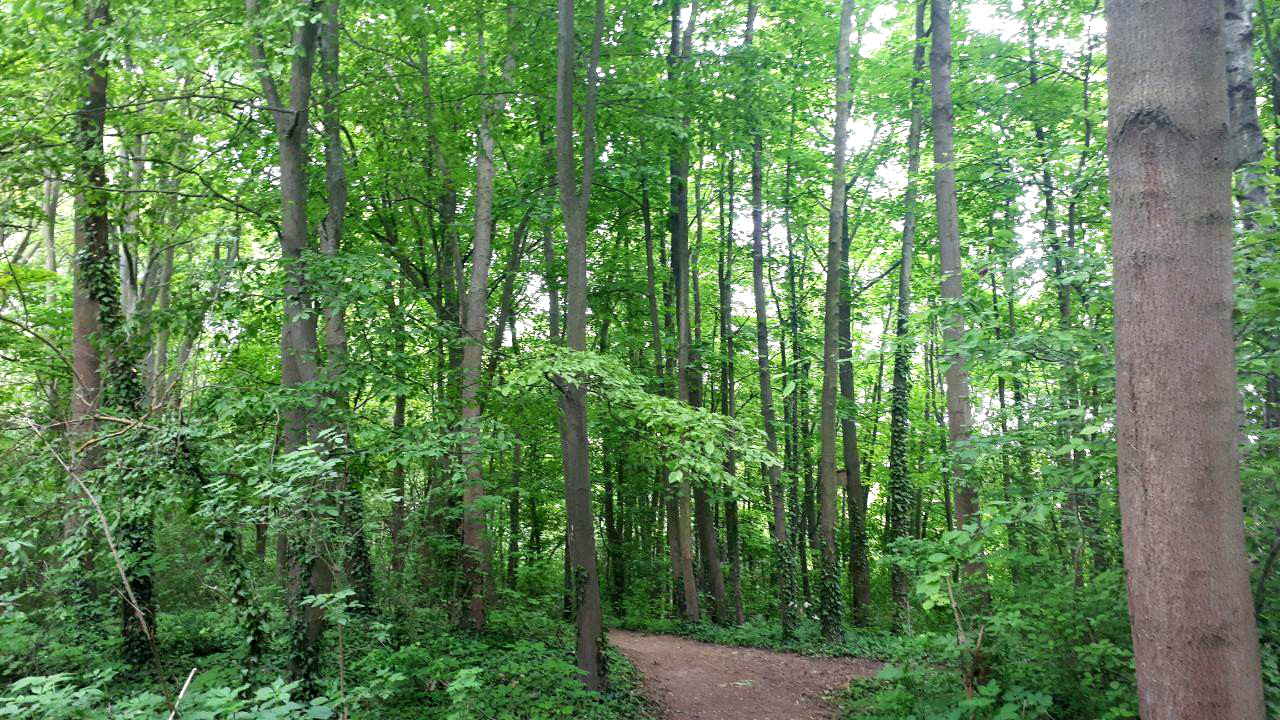
Der Neuborn

Nach der potentiellen natürlichen Vegetation wäre der Neuborn ein Mosaik aus Perlgras-Buchenwald, Traubeneichen-Hainbuchenwald, Quellwald und Waldgersten-Buchenwald. Der aktuelle Zustand unterscheidet sich davon jedoch: Die dominante Baumart im Neuborn ist der Spitzahorn. Außerdem finden sich zahlreiche Rotbuchen, Eschen, Hainbuchen und vereinzelt Rosskastanien, Linden, Bergahorn, Feldahorn und Vogelkirsche. Eine Rosskastanie im Wald ist ein Naturdenkmal. Entlang des Neuborner Bachs stehen auch zahlreiche Sal-Weiden, Silberweiden und Erlen. Angepflanzt wurden am und im Neuborn auch Platane, der Riesen-Lebensbaum und Echte Walnuss. An Sträuchern finden sich, vor allem in den Randbereichen, Hasel, Hartriegel, Kornelkirsche, Liguster, Weißdorn, Schlehe, Kirschpflaume, Schwarzer Holunder, Faulbaum, Kultur-Birne und Wolliger Schneeball. Der Boden ist überwiegend von Efeu und Kleinem Immergrün bedeckt, im Unterwuchs finden sich auch hier und da Knoblauchsrauke, Gold-Hahnenfuß, Hain-Ehrenpreis, Kletten-Labkraut, Wiesen-Kerbel, Bärlauch, die Gemeine Akelei, Gewöhnlicher Löwenzahn, Echte Nelkenwurz und zahlreiche andere krautige Pflanzen, an Frühblühern beispielsweise das Kleine Schneeglöckchen. An vielen Bäumen und Sträuchern ranken sich im Wald Efeu und an den Randbereichen die Gewöhnliche Waldrebe empor. An Gräsern gibt es im Wald das Wald-Flattergras und die Wald-Zwenke.

## Fauna
An Säugetieren leben im und um den Neuborn Rehe, Rotfüchse, Feldhasen, Steinmarder, Igel sowie verschiedene Mäuse und Spitzmäuse. Auch zahlreiche Vogelarten leben hier, wie Mäusebussard, Turmfalke, Fasan, Ringeltaube, Rabenkrähe, Elster, Eichelhäher, Nachtigall, Amsel, Bachstelze, Kohlmeise, Pirol, Mönchsgrasmücke, Rotkehlchen und Zilpzalp.
Eine Besonderheit ist die stabile Reliktpopulation von Grasfröschen (Rana temporaria), die fast jedes Jahr zahlreiche Laichballen in künstlich angelegten Steinbecken ablegen. Gelegentlich trifft man auch Erdkröten im Gebiet um den Neuborn an.
Durch die zahlreichen Bäche des Neuborns beherbergt der Wald auch viele wassergebundene Wirbellose, die sonst in der Umgebung nicht vorkommen. Neben diesen leben auch zahlreiche weitere Wirbellose im Gebiet, die an Wälder oder auch Offenland angepasst sind, darunter auch einige wärmeliebende (thermophile) Arten. Nachgewiesene Gliederfüßer-Arten, nach Ordnung sortiert, finden sich in der folgenden Tabelle:
- Webspinnen
  - Pardosa sp.
  - Eichblatt-Radspinne
  - Vierfleck-Zartspinne
  - Mauer-Zebraspringspinne
  - Ostearius melanopygus
  - Nigma sp.
- Steinläufer
  - Gemeiner Steinläufer
- Pinselfüßer
  - Kleiner Pinselfüßer
- Bandfüßer
  - Rundflügel-Bandfüßer
  - Brachydesmus superus
- Schnurfüßer
  - Cylindroiulus caeruleocinctus
  - Cylindroiulus punctatus
  - Julus scandinavius
- Asseln
  - Mauerassel
  - Moosassel
  - Rathke-Assel
  - Trichoniscus pusillus
  - Porcellionides pruinosus
- Flohkrebse
  - Gewöhnlicher Flohkrebs
- Felsenspringer
  - Lepismachilis y-signata
- Libellen
  - Blauflügel-Prachtlibelle
  - Blaugrüne Mosaikjungfer
- Heuschrecken
  - Punktierte Zartschrecke
  - Grünes Heupferd
  - Gemeiner Grashüpfer
- Schnabelkerfe
  - Myzus cerasi
  - Periphyllus sp.
  - Braungelbe Linden-Weichwanze
  - Zimtwanze
  - Streifenwanze
  - Spitzling
  - Beerenwanze
  - Schwarzrückige Gemüsewanze
  - Rotbeinige Baumwanze
- Käfer
  - Asaphidion flavipes
  - Ocys harpaloides
  - Ocypus sp.
  - Lesteva sp.
  - Lesteva longoelytrata
  - Proteinus ovalis
  - Bisnius fimetarius
  - Anacaena globulus
  - Gemeiner Weichkäfer
  - Soldatenkäfer
  - Aulonothroscus brevicollis
  - Scirtes sp.
  - Siebenpunkt-Marienkäfer
  - Asiatischer Marienkäfer
  - Zehnpunkt-Marienkäfer
  - Sechzehnfleckiger Marienkäfer
  - Rotfleckiger Faulholzkäfer
  - Atomaria sp.,
  - Zweifleckiger Zipfelkäfer
  - Byturus ochraceus
  - Blauer Scheinbockkäfer
  - Esskastanienbohrer
  - Oxystoma ochropus
  - Gonioctena fornicata
  - Stolperkäfer
- Hautflügler
  - Tenthredo flaveola
  - Macrophya alboannulata
  - Tomostethus nigritus
  - Chrysis terminata
  - Haus-Feldwespe
  - Waldknotenameise
  - Temnothorax nylanderi
  - Vierpunkt-Ameise
  - Blutrote Raubameise
  - Rotbärtige Sklavenameise
  - Rotrückige Sklavenameise
  - Braune Wegameise
  - Schwarze Wegameise
  - Glänzendschwarze Holzameise
  - Temnothorax nylanderi
- Schmetterlinge
  - Großer Frostspanner
  - Kleiner Frostspanner
  - Gitterspanner
  - Schwarzbinden-Rosen-Blattspanner
  - Amphipyra sp.
  - Rötliche Kätzcheneule
  - Blaukopf
  - Zitronenfalter
  - Rapsweißling
  - Kleiner Kohlweißling
  - Großer Kohlweißling
  - Aurorafalter
  - Admiral
  - Waldbrettspiel
  - Kleines Wiesenvögelchen
  - Hauhechel-Bläuling
  - Faulbaumbläuling
- Zweiflügler
  - Riesenschnake
  - Märzfliege
  - Gartenhaarmücke
  - Gewürfelte Tanzfliege
  - Syrphus torvus
  - Epistrophe sp.
  - Gewöhnliche Langbauchschwebfliege
  - Fannia sp.

Darüber hinaus gibt es zahlreiche weitere Insektenarten, wie verschiedene Zikaden, Bockkäfer, Schnaken und Blattläuse, aber auch Springschwänze. An Schneckenarten gibt es beispielsweise die Weinbergschnecke, Hain-Bänderschnecke, Garten-Bänderschnecke, Wald-Wegschnecke, Gefleckte Schüsselschnecke, Spanische Wegschnecke, den Tigerschnegel und die Gemeine Schließmundschnecke. Im Neuborner Bach findet sich zudem der Dreieckstrudelwurm.